# Please Forgive Me
"Please Forgive Me" là một bài hát của nghệ sĩ thu âm người Canada Bryan Adams nằm trong album tổng hợp đầu tiên của ông, So Far So Good (1993). Nó được phát hành như là đĩa đơn duy nhất trích từ album vào ngày 15 tháng 10 năm 1993 bởi A&M Records. Đây là một bản rock ballad được viết lời và sản xuất bởi Adams và Robert "Mutt" Lange, cộng tác viên quen thuộc trong sự nghiệp của nam ca sĩ, và là bài hát mới duy nhất xuất hiện trong album tổng hợp.
Sau khi phát hành, "Please Forgive Me" đã nhận được nhiều lời tán dương từ các nhà phê bình âm nhạc, và đạt được một đề cử giải thưởng Juno cho Đĩa đơn của năm vào năm 1995. Về mặt thương mại, bài hát trở thành một trong những đĩa đơn thành công nhất của Adams mà không phải là nhạc phim. Nó đạt vị trí số một ở Úc, Bỉ, Canada, Pháp, Ireland, Na Uy và Bồ Đào Nha, và lọt vào top 10 ở tất cả những thị trường nó xuất hiện, bao gồm vươn đến top 5 ở Áo, Đan Mạch, Phần Lan, Đức, Ý, Hà Lan, Thụy Điển, Thụy Sĩ và Vương quốc Anh. Tại Hoa Kỳ, bài hát đạt vị trí thứ bảy trên bảng xếp hạng Billboard Hot 100, trở thành đĩa đơn thứ tám của ông lọt vào top 10 tại đây.
Video ca nhạc cho "Please Forgive Me" được đạo diễn bởi Andrew Catlin, và bao gồm Adams, ban nhạc của ông và một chú chó trong một phòng thu. Trong quá trình thu âm bài hát, Adams và ban nhạc của ông đã vui đùa với chú chó của người sở hữu phòng thu. Nó đã trở thành một trong những video được yêu thích trong sự nghiệp của nam ca sĩ, và sau này được tái hiện trong video ca nhạc cho đĩa đơn năm 2008 của Adams "I Thought I'd Seen Everything". Bài hát đã xuất hiện trong danh sách trình diễn của tất cả các chuyến lưu diễn của ông kể từ khi phát hành, và xuất hiện trong nhiều album tổng hợp của nam ca sĩ như The Best of Me (1999) và Anthology (2005). Ngoài ra, "Please Forgive Me" cũng được hát lại và sử dụng làm nhạc mẫu bởi nhiều nghệ sĩ khác nhau, bao gồm Lonestar.

## Danh sách bài hát
Đĩa CD tại châu Âu
1. "Please Forgive Me" (radio phối) - 5:01
2. "Can't Stop This Thing We Started" (trực tiếp) - 5:00
3. "There Will Never Be Another Tonight" (trực tiếp) - 5:01
4. "C'mon Everybody" (trực tiếp) - 5:34

Đĩa 7" tại Anh quốc và châu Âu
1. "Please Forgive Me" - 5:55
2. "Can't Stop This Thing We Started" (trực tiếp) - 4:59

Đĩa 7" tại Hoa Kỳ
- A. "Please Forgive Me" - 5:56
- B. "Cuts Like A Knife" - 5:16

## Xếp hạng
| Bảng xếp hạng (1993-94)               | Vị trí cao nhất |
| ------------------------------------- | --------------- |
| Úc (ARIA)                             | 1               |
| Áo (Ö3 Austria Top 40)                | 2               |
| Bỉ (Ultratop 50 Flanders)             | 1               |
| Canada (RPM)                          | 1               |
| Canada Adult Contemporary (RPM)       | 3               |
| Canada (The Record)                   | 1               |
| Đan Mạch (IFPI)                       | 2               |
| Châu Âu (European Hot 100 Singles)    | 2               |
| Phần Lan (Suomen virallinen lista)    | 2               |
| Pháp (SNEP)                           | 1               |
| Đức (Official German Charts)          | 3               |
| Ireland (IRMA)                        | 1               |
| Ý (FIMI)                              | 5               |
| Hà Lan (Dutch Top 40)                 | 3               |
| Hà Lan (Single Top 100)               | 3               |
| New Zealand (Recorded Music NZ)       | 7               |
| Na Uy (VG-lista)                      | 1               |
| Bồ Đào Nha (AFP)                      | 1               |
| Thụy Điển (Sverigetopplistan)         | 2               |
| Thụy Sĩ (Schweizer Hitparade)         | 2               |
| Anh Quốc (OCC)                        | 2               |
| Hoa Kỳ Billboard Hot 100              | 7               |
| Hoa Kỳ Adult Contemporary (Billboard) | 2               |
| Hoa Kỳ Pop Songs (Billboard)          | 2               |

| Bảng xếp hạng (1993)                 | Vị trí |
| ------------------------------------ | ------ |
| Australia (ARIA)                     | 10     |
| Belgium (Ultratop 50 Flanders)       | 74     |
| Canada (RPM)                         | 37     |
| Canada Adult Contemporary (RPM)      | 68     |
| Europe (European Hot 100 Singles)    | 35     |
| Germany (Official German Charts)     | 94     |
| Netherlands (Dutch Top 40)           | 61     |
| Netherlands (Single Top 100)         | 90     |
| Norway Autumn Period (VG-lista)      | 2      |
| UK Singles (Official Charts Company) | 15     |
| Bảng xếp hạng (1994)                 | Vị trí |
| Australia (ARIA)                     | 8      |
| Austria (Ö3 Austria Top 40)          | 23     |
| Belgium (Ultratop 50 Flanders)       | 32     |
| Canada (RPM)                         | 11     |
| Canada Adult Contemporary (RPM)      | 22     |
| Denmark (Tracklisten)                | 39     |
| Europe (European Hot 100 Singles)    | 13     |
| France (SNEP)                        | 40     |
| Germany (Official German Charts)     | 47     |
| Italy (FIMI)                         | 19     |
| Japan (Tokyo Hot 100)                | 86     |
| Netherlands (Dutch Top 40)           | 70     |
| Netherlands (Single Top 100)         | 99     |
| Norway Winter Period (VG-lista)      | 7      |
| Sweden (Sverigetopplistan)           | 61     |
| Switzerland (Schweizer Hitparade)    | 35     |
| US Billboard Hot 100                 | 27     |
| US Adult Contemporary (Billboard)    | 5      |

## Chứng nhận
| Quốc gia                                  | Chứng nhận  | Số đơn vị/doanh số chứng nhận |
| ----------------------------------------- | ----------- | ----------------------------- |
| Úc (ARIA)                                 | 2× Bạch kim | 140.000^                      |
| Áo (IFPI Áo)                              | Vàng        | 25.000*                       |
| Đức (BVMI)                                | Vàng        | 0^                            |
| New Zealand (RMNZ)                        | Vàng        | 7,500*                        |
| Thụy Điển (GLF)                           | Vàng        | 25.000^                       |
| Anh Quốc (BPI)                            | Vàng        | 400.000^                      |
| ^ Chứng nhận dựa theo doanh số nhập hàng. |             |                               |